# DLR Kredit
DLR Kredit (Dansk Landbrugs Realkreditfond o Danish Agricultural Mortgage Bank), es un banco danés. La entidad fue fundada en 1960 para proporcionar préstamos mutualistas a propiedades agrícolas (agricultura, horticultura, etc.). Cotiza desde 2001 en la Bolsa de Copenhague.

## Historia
Dansk Landbrugs Realkreditfond se creó como una institución independiente con una asamblea de representantes como órgano rector. DLR Kredit tenía su propio marco legal (ley núm. 278 de 7 de julio de 1960 sobre un instituto de financiamiento para la agricultura y la agricultura, etc.) y el derecho exclusivo de otorgar préstamos hipotecarios sobre emisiones de bonos, en el rango del 45% al 70% (porcentaje del valor de la propiedad).
La exclusividad finalizó el 1 de enero de 1999 y, a partir del 1 de julio de 2000, DLR se incluyó en la Ley Danesa de Préstamos y Créditos Hipotecarios y Créditos Hipotecarios, etc. y, por lo tanto, se reguló en los mismos términos que los demás bancos hipotecarios. Desde el 1 de enero de 2001, DLR Kredit se transformó en una compañía privada limitada con las instituciones financieras locales y regionales como accionistas.
Tras su transformación, DLR Kredit pasó a ofrecer únicamente préstamos a la agricultura a incluir también propiedades comerciales urbanas (propiedades privadas de alquiler residenciales, propiedades de propiedad compartida, propiedades de oficinas y negocios, propiedades relacionadas con comercios y propiedades de la industria y viviendas sociales). La subsiguiente expansión comercial incluyó préstamos hipotecarios a propiedades en Groenlandia y viviendas ocupadas por sus propietarios en las Islas Feroe.

### SIFI
El 27 de junio de 2016 se confirmó a la entidad DLR Kredit como una de las compañías incluidas en el listado SIFI (Systemically Important Financial Institution).